# Craspodema octogoniata
Craspodema octogoniata är en rundmaskart som först beskrevs av Gerlach 1954.  Craspodema octogoniata ingår i släktet Craspodema och familjen Cyatholaimidae. Inga underarter finns listade i Catalogue of Life.